# Lee Tracy
William Lee Tracy (14 de abril de 1898-18 de octubre de 1968) fue un actor estadounidense.

## Biografía
Nacido en Atlanta, Georgia, estudió ingeniería eléctrica en el Union College, y después sirvió como alférez en la Primera Guerra Mundial. En los inicios de la década de 1920 decidió trabajar como actor, llegando a ser una estrella del circuito de Broadway gracias a su papel protagonista en la obra de George Kelly representada en 1924 The Show-Off.
En 1929 llegó a Hollywood, donde hizo el papel de periodista en un buen número de películas. En el teatro había sido el reportero Hildy Johnson en la versión original de 1928 de The Front Page, y fue un columnista a semejanza de Walter Winchell en el film de 1932 Blessed Event. Tracy también fue periodista en Advice to the Lovelorn (1933), basada libremente en la novela Miss Lonelyhearts, escrita por Nathanael West. 
Interpretó a Buzzard, el criminal que lleva a Liliom (Charles Farrell) a un robo fatal, en la versión de 1930 de Liliom. También fue el frenético mánager de Lupe Velez en la película de Gregory La Cava The Half-Naked Truth (1932), y al año siguiente encarnó al agente de John Barrymore en Cena a las ocho, cinta dirigida por George Cukor. 
Su floreciente carrera se vio temporalmente interrumpida en 1934 mientras filmaba en México Viva Villa!, película en la que Wallace Beery encarnaba a Pancho Villa. Tracy orinó desde un balcón en México, D. F. mientras pasaba un desfile militar. Inmediatamente fue despedido de la producción y reemplazado por Stuart Erwin. 
Durante la Segunda Guerra Mundial Tracy volvió a ponerse el uniforme, y en la década de 1950 siguió trabajando en el cine y en series televisivas, llegando a hacer primeros papeles en algunas de ellas, como New York Confidential, siendo uno de los actores que encarnó en televisión al detective Martin Kane. También fue el Presidente de los Estados Unidos en las versiones teatrales y cinematográficas de The Best Man (1964), escrita por Gore Vidal. Por su papel del Presidente Art Hockstader en dicho film, Tracy recibió su única nominación al Oscar al mejor actor de reparto.
Lee Tracy falleció en Santa Mónica (California) a causa de un cáncer el 18 de octubre de 1968. Tenía 70 años de edad. Fue enterrado en el Cementerio Evergreen de Shavertown (Pensilvania).

## Selección de su filmografía
- Big Time (1929)
- Born Reckless (El intrépido) (1930), como Bill O'Brien
- Love Is a Racket (1932)
- Doctor X (1932), como Lee Taylor
- Blessed Event (Grata compañía) (1932)
- The Half-Naked Truth (American Bluff) (1932)
- The Strange Love of Molly Louvain (¿Hay mujeres así?) (1932)
- Washington Merry-Go-Round (1932)
- Night Mayor (1932)
- Turn Back the Clock (1933)
- Cena a las ocho (1933)
- Bombshell (Polvorilla) (1933)
- Advice to the Lovelorn (1933)
- The Nuisance (1933)
- The Lemon Drop Kid (1934)
- The Power of the Press (1943)
- Betrayal from the East (1945)
- The Best Man (1964), como el Presidente Art Hockstader

## Premios y distinciones
Premios Óscar
| Año  | Categoría              | Película        | Resultado |
| ---- | ---------------------- | --------------- | --------- |
| 1965 | Mejor actor de reparto | El mejor hombre | Nominado  |